# Kleintierpraxis
Eine Kleintierpraxis ist eine Tierarztpraxis, die auf die Behandlung von Klein- und Heimtieren spezialisiert ist, die einen Anteil von mehr als 90 % der Patienten ausmachen. Sie wird von mindestens einem niedergelassenen Tierarzt geleitet. Im Regelfall wird auch eine Tierärztliche Hausapotheke betrieben. Durch den höheren Spezialisierungsgrad werden zumeist auch weitergehende Leistungen angeboten als in einer Gemischtpraxis. 2011 waren 5.751 Tierärzte in Deutschland auf dem Gebiet der Kleintiere tätig, das sind 48,6 % der praktizierenden Tierärzte.
Mindestanforderungen an die technische und Personalausstattung sowie zu den Betriebszeiten einer Kleintierpraxis gibt es, im Gegensatz zu einer Kleintierklinik, nicht.